# Сибірячихінська-3
Сибірячихінська-3 (рос. Сибирячихинская-3) — печера на Алтаї, Алтайський край, Росія.  Загальна протяжність — 50 м. Глибина печери — N/A м, амплітуда висот — N/A м; загальна площа — N/A м²; об'єм — N/A м³.  Печера відноситься до Західноалтайської області Алтайської провінції Алтай-Саянської спелеологічної країни. Кадастровий номер 5145/8403-2.